# Pseudobombax
Pseudobombax  es un género de plantas con flores de la familia Malvaceae con 27 especies. Se encuentra en  Sudamérica.

## Descripción
Son árboles inermes de tronco liso, generalmente con rayas longitudinales verdosas. Hojas (en Nicaragua) palmaticompuestas, los folíolos enteros; peciólulos completamente continuos con el ápice ensanchado del pecíolo. Flores solitarias en las axilas de las hojas caídas; cáliz generalmente truncado; pétalos linear-oblongos; estambres muchos (más de 300 en Nicaragua), filamentos formando una columna basal, anteras con 1 teca; estigma capitado o ligeramente lobado. Fruto una cápsula leñosa; semillas numerosas y pequeñas, envueltas en abundante kapok.

## Taxonomía
El género fue descrito por Armando Dugand y publicado en Caldasia 2(6): 65. 1943.  La especie tipo es: Pseudobombax septenatum

## Especies seleccionadas
- Pseudobombax amapaense
- Pseudobombax andicola
- Pseudobombax argentinum
- Pseudobombax cajamarcanus
- Pseudobombax campestre
- Pseudobombax croizatii
- Pseudobombax ellipticium
- Pseudobombax ellipticoideum
- Pseudobombax ellipticum
- Pseudobombax septenatum